# ポンティーダ
ポンティーダ（伊: Pontida  ( 音声ファイル)）は、イタリア共和国ロンバルディア州ベルガモ県にある、人口約3,300人の基礎自治体（コムーネ）。
1167年、当地の修道院 (it:Abbazia di Pontida) でポンティーダの誓約 (it:Giuramento di Pontida) が結ばれ、ロンバルディア同盟が結成された。

## 地理

### 位置・広がり
ベルガモ県西部、ヴァッレ・サン・マルティノのコムーネ。県都ベルガモから西北西へ14km、レッコから南南東へ16km、州都ミラノから北東へ38kmの距離。

#### 隣接コムーネ
隣接するコムーネは以下の通り。括弧内のLCはレッコ県所属を示す。
- アンビーヴェレ
- ブリーヴィオ (LC)
- カルコ (LC)
- カプリーノ・ベルガマスコ
- カルヴィコ
- チザーノ・ベルガマスコ
- パラッツァーゴ
- ソット・イル・モンテ・ジョヴァンニ・ヴェンティトレージモ
- ヴィッラ・ダッダ

### 気候分類・地震分類
気候分類では、zona E, 2510 GGに分類される。
また、イタリアの地震リスク階級 (it) では、zona 3 (sismicità bassa) に分類される。

## 行政

### 分離集落
ポンティーダには、以下の分離集落（フラツィオーネ）がある。
- Riviera, Valmora, Odiago

### 山岳部共同体
レッコ県とベルガモ県にまたがる広域行政組織である山岳部共同体「ラーリオ・オリエターレ＝ヴァッレ・サン・マルティノ山岳部共同体」 (it:Comunità montana Lario Orientale - Valle San Martino) （事務所所在地: レッコ県ガルビアーテ）を構成するコムーネである。

## 文化

### イタリア統一運動とポンティーダ
ポンティーダで発足したロンバルディア同盟は、1176年にレニャーノの戦いで神聖ローマ帝国軍を打ち破った。このことから、近代のイタリア統一運動（リソルジメント）の中で、ポンティーダの地名はイタリア人の団結と結びつけて言及される。